# Maman de mon cœur
Pour plus de détails, voir Fiche technique et Distribution.
Maman de mon cœur (Titre original : Mother Machree) est un muet film américain en noir et blanc réalisé par John Ford, sorti en 1928.

## Synopsis
Devenue veuve, Ellen McHugh et son fils Brian quittent l'Irlande pour les États-Unis. Mais le rêve américain n'est pas comme elle l'imaginait. Après bien des déboires, elle réussit à faire entrer Brian dans un collège huppé. Mme Van Studdiford lui propose d'adopter son enfant. Ellen choisit de s'effacer. Elle devient femme de ménage chez la famille Cutting.

## Fiche technique
- Titre : Maman de mon cœur
- Titre original : (Mother Machree)
- Réalisation : John Ford
  - Assistant-réalisateur : Edward O'Fearna[1]
- Scénario : Gertrude Orr, d'après la nouvelle The Story of Mother Machree de Rida Johnson Young (1924)
- Intertitres : Katherine Hilliker et H. H. Caldwell
- Photographie : Chester Lyons
- Montage : Katherine Hilliker et H. H. Caldwell
- Musique : Erno Rapee, S. L. Rofhatel
- Production : William Fox
- Société de production et de distribution : Fox Film
- Pays de production :  États-Unis
- Langue originale : anglais américain
- Format : noir et blanc — 35 mm — 1,37:1 — muet[2]
- Genre : mélodrame
- Durée : 80 minutes (7 ou 8 bobines)
- Dates de sortie : 
  - États-Unis : 5 mars 1928 Première au Globe Theatre à New York (version muette)
  - États-Unis : 21 octobre 1928 (version sonorisée)
  - France : 1er février 1929

## Distribution
- Belle Bennett : Ellen McHugh ("Mother Machree")
- Neil Hamilton : Brian McHugh / Brian van Studdiford
- Victor McLaglen : Terence O'Dowd
- Constance Howard : Edith Cutting
- Philippe de Lacy : Brian, enfant
- Pat Somerset : Bobby de Puyster
- Ted McNamara : le harpiste de Wexford
- William Platt : Pips
- John McSweeney : le père McShane
- Eulalie Jensen : Rachel von Studdiford
- Ethel Clayton : Mme Cutting
- Jacques Rollens : Signor Bellini
- Rodney Hildebrand : Brian McHugh Senior
- Joyce Wirard : Edith Cutting, enfant
- Robert Parrish : un enfant
- John Wayne : rôle indéterminé
- Aggie Herring

## Commentaires
« Comme l'héroïne de Stella Dallas, celle de Mother Machree va tout sacrifier pour assurer le bonheur de son fils… Le début est traité dans un style très expressionniste… La tendresse de John Ford apparaît dans un moment admirable, lorsqu'Ellen met la main, doucement et simplement, sur le bras de son fils auprès de qui elle n'a pas révélé son identité. Un geste bouleversant. »

— Patrick Brion, John Ford

## Autour du film
- Les bobines 3, 4 et 6 sont considérées perdues, selon Silent Era.